# Psàmate (filla de Nereu)
Segons la mitologia grega, Psàmate (en grec antic, Ψάμαθη) va ser una nereida, filla de Nereu, un déu marí fill de Pontos, i de Doris, una nimfa filla d'Oceà i de Tetis. En parla Hesíode a la Teogonia.
Èac la va requerir, però ella, per escapar-se'n, va adoptar diverses formes, principalment la de foca. L'heroi, però, no desistí i ella va acabar cedint. D'aquesta unió va néixer Focos. Quan el seu fill va caure mort a mans dels seus germanastres Telamó i Peleu, se'n venjà enviant un llop fortíssim contra els ramats d'aquests últims.
Més endavant es va unir a Proteu, que acostumava a viure a Egipte, i va ser la mare de Teoclimen i de la profetessa Teònoe, segons explica Eurípides a la tragèdia Helena.